# Феночко, Александр Николаевич
Феночко Александр Николаевич (род. 29 апреля 1991) — казахстанский ватерполист, Мастер спорта международного класса, полузащитник «Астаны» и сборной Казахстана.

## Биография

### Клубная карьера
- Многократный чемпион Казахстана
- 4 место в чемпионате России (1) — 2010/11

### Карьера в сборной
- Чемпион Пляжных Азиатских игр (1) — 2010
- Чемпион Азии (1) — 2012
- Участник чемпионата мира (2) — 2009 (16 место), 2011 (13 место)